# I Sung-man
I Sung-man (v češtině nesprávně[zdroj?] přepisován jako Li Syn-man; 26. března 1875, Hedžu, Korea – 19. července 1965, Honolulu, USA) byl první prezident Korejské republiky (1948–1960).
Absolvoval chlapeckou misionářskou školu vedenou metodisty, roku 1898 byl uvězněn za podporu Klubu nezávislosti, studoval v USA (Univerzita George Washingtona), kde organizoval odboj proti japonské okupaci – doktorát získal roku 1910 v Princetonu. V roce 1919 byl prezidentem „Prozatímní šanghajské vlády“ a exilovou hlavou státu zůstal až do roku 1939.
Vůdcem nově vzniklé Jižní Koreje se stal v roce 1948 a během svého funkčního období byl konfrontován s korejskou válkou, kterou vyvolal komunistický sever v čele s Kim Ir-senem. Ve vykonávání svého úřadu měl spíše nacionalistické diktátorské tendence, nejvíce se podobal posledním králům dynastie Čoson. V roce 1956 nechal změnit ústavu, aby mohl být potřetí zvolen prezidentem.
Po studentských nepokojích v roce 1960 byl nucen odejít do vyhnanství. Bývá mu připisována vražda jednoho z nejvýznamnějších jihokorejských politiků Kima Ku.